# USS Hawaii (SSN-776)
USS Hawaii (SSN-776) – amerykański okręt podwodny o napędzie atomowym, trzecia jednostka typu Virginia. Jest to pierwszy okręt który wszedł do służby w US Navy noszący imię 50 stanu (poprzedni – krążownik USS "Hawaii" został wodowany, ale nie wszedł do służby). Jego portem macierzystym jest Naval Base Pearl Harbor.

## Historia
Kontrakt na budowę USS "Hawaii" został przyznany stoczni Electric Boat należącej do firmy General Dynamics 30 września 1998. Położenie stępki miało miejsce 27 sierpnia 2004, a wodowanie odbyło się 17 czerwca 2006. Okręt wszedł do służby 5 maja 2007, a jego pierwszym dowódcą został David A. Solms.